# Mistrzostwa świata w ultimate
Mistrzostwa świata w ultimate (ang. World Ultimate and Guts Championship) – międzynarodowy turniej ultimate organizowany przez Międzynarodową Federację Dysku Latającego (WFDF) dla męskich i żeńskich reprezentacji narodowych. Pierwsze mistrzostwa odbyły się w 1983 roku w szwedzkim Göteborgu. Rozgrywano w dwóch kategoriach: mężczyzn i kobiet. Od 1984 odbywały się co dwa lata, a od 2000 odbywają się co cztery lata. W 1998 roku po raz pierwszy zorganizowano turniej w konkurencji mieszanej (mężczyzn i kobiet).

## Mężczyźni
| Rok                                    | Organizator                 | T  |  | Zwycięzca         | II miejsce        | III miejsce       | IV miejsce        |  | Uwagi    |
| Mistrzostwa świata w ultimate mężczyzn |                             |    |  |                   |                   |                   |                   |  |          |
| 1983                                   | Göteborg, Szwecja           | 1  |  | Stany Zjednoczone | Finlandia         | Szwecja           | Austria           |  | ? drużyn |
| 1984                                   | Lucerna, Szwajcaria         | 2  |  | Stany Zjednoczone | Szwecja           | Finlandia         | Wielka Brytania   |  | ? drużyn |
| 1986                                   | Colchester, Wielka Brytania | 3  |  | Stany Zjednoczone | Szwecja           | NRD               | Finlandia         |  | ? drużyn |
| 1988                                   | Leuven, Belgia              | 4  |  | Stany Zjednoczone | Finlandia         | Szwecja           | Wielka Brytania   |  | ? drużyn |
| 1990                                   | Oslo, Norwegia              | 5  |  | Stany Zjednoczone | Szwecja           | Finlandia         | Niemcy            |  | ? drużyn |
| 1992                                   | Utsunomiya, Japonia         | 1  |  | Szwecja           | Kanada            | Japonia           | Stany Zjednoczone |  | ? drużyn |
| 1994                                   | Colchester, Wielka Brytania | 6  |  | Stany Zjednoczone | Szwecja           | Kanada            | Finlandia         |  | ? drużyn |
| 1996                                   | Jönköping, Szwecja          | 7  |  | Stany Zjednoczone | Szwecja           | Finlandia         | Japonia           |  | ? drużyn |
| 1998                                   | Blaine, USA                 | 1  |  | Kanada            | Japonia           | Stany Zjednoczone | Szwecja           |  | ? drużyn |
| 2000                                   | Heilbronn, Niemcy           | 8  |  | Stany Zjednoczone | Szwecja           | Kanada            | Niemcy            |  | ? drużyn |
| 2004                                   | Turku, Finlandia            | 2  |  | Kanada            | Stany Zjednoczone | Australia         | Szwecja           |  | ? drużyn |
| 2008                                   | Vancouver, Kanada           | 3  |  | Kanada            | Stany Zjednoczone | Japonia           | Wielka Brytania   |  | ? drużyn |
| 2012                                   | Sakai, Japonia              | 9  |  | Stany Zjednoczone | Wielka Brytania   | Kanada            | Szwecja           |  | ? drużyn |
| 2016                                   | Londyn, Wielka Brytania     | 10 |  | Stany Zjednoczone | Japonia           |                   |                   |  | ? drużyn |

## Kobiety
| Rok                                  | Organizator                 | T |  | Zwycięzca         | II miejsce        | III miejsce       | IV miejsce        |  | Uwagi    |
| Mistrzostwa świata w ultimate kobiet |                             |   |  |                   |                   |                   |                   |  |          |
| 1983                                 | Göteborg, Szwecja           | 1 |  | Stany Zjednoczone | Finlandia         | Szwecja           | Austria           |  | ? drużyn |
| 1984                                 | Lucerna, Szwajcaria         | 1 |  | Finlandia         | Szwecja           | Austria           | Wielka Brytania   |  | ? drużyn |
| 1986                                 | Colchester, Wielka Brytania | 2 |  | Stany Zjednoczone | Wielka Brytania   | Finlandia         | Szwecja           |  | ? drużyn |
| 1988                                 | Leuven, Belgia              | 3 |  | Stany Zjednoczone | Holandia          | Szwecja           | Finlandia         |  | ? drużyn |
| 1990                                 | Oslo, Norwegia              | 4 |  | Stany Zjednoczone | Szwecja           | Finlandia         | Norwegia          |  | ? drużyn |
| 1992                                 | Utsunomiya, Japonia         | 1 |  | Japonia           | Szwecja           | Stany Zjednoczone | Australia         |  | ? drużyn |
| 1994                                 | Colchester, Wielka Brytania | 5 |  | Stany Zjednoczone | Holandia          | Kanada            | Wielka Brytania   |  | ? drużyn |
| 1996                                 | Jönköping, Szwecja          | 1 |  | Szwecja           | Stany Zjednoczone | Japonia           | Finlandia         |  | ? drużyn |
| 1998                                 | Blaine, USA                 | 6 |  | Stany Zjednoczone | Japonia           | Kanada            | Finlandia         |  | ? drużyn |
| 2000                                 | Heilbronn, Niemcy           | 1 |  | Kanada            | Japonia           | Finlandia         | Stany Zjednoczone |  | ? drużyn |
| 2004                                 | Turku, Finlandia            | 2 |  | Kanada            | Finlandia         | Stany Zjednoczone | Japonia           |  | ? drużyn |
| 2008                                 | Vancouver, Kanada           | 7 |  | Stany Zjednoczone | Japonia           | Kanada            | Australia         |  | ? drużyn |
| 2012                                 | Sakai, Japonia              | 2 |  | Japonia           | Stany Zjednoczone | Kanada            | Kolumbia          |  | ? drużyn |
| 2016                                 | Londyn, Wielka Brytania     | 8 |  | Stany Zjednoczone | Kolumbia          |                   |                   |  | ? drużyn |

## Mix
| Rok                               | Organizator             | T |  | Zwycięzca         | II miejsce        | III miejsce       | IV miejsce        |  | Uwagi    |
| Mistrzostwa świata w ultimate mix |                         |   |  |                   |                   |                   |                   |  |          |
| 1998                              | Blaine, USA             | 1 |  | Kanada            | Stany Zjednoczone | Niemcy            | Brazylia          |  | ? drużyn |
| 2000                              | Heilbronn, Niemcy       | 1 |  | Stany Zjednoczone | Kanada            | Finlandia         | Wielka Brytania   |  | ? drużyn |
| 2004                              | Turku, Finlandia        | 2 |  | Stany Zjednoczone | Kanada            | Nowa Zelandia     | Niemcy            |  | ? drużyn |
| 2008                              | Vancouver, Kanada       | 2 |  | Kanada            | Japonia           | Stany Zjednoczone | Australia         |  | ? drużyn |
| 2012                              | Sakai, Japonia          | 3 |  | Kanada            | Australia         | Japonia           | Stany Zjednoczone |  | ? drużyn |
| 2016                              | Londyn, Wielka Brytania | 3 |  | Stany Zjednoczone | Australia         |                   |                   |  | ? drużyn |